# Otto Folberth
Otto Folberth (* 10. Juli 1896 in Mediasch; † 5. November 1991 in  Salzburg) war ein siebenbürgisch-sächsischer Pädagoge, Historiker und Publizist.

## Leben
Otto Folberth war Sohn eines Arztes. Nach der Reifeprüfung und Teilnahme am Ersten Weltkrieg studierte er Germanistik, Romanistik, Philosophie, Kunstgeschichte und Theologie in Budapest, Berlin, Heidelberg, Klausenburg und Paris. 1922 promovierte er in Philosophie. Ab 1923 war er Lehrer in Mediasch. Im Zweiten Weltkrieg war er Hauptmann und Kriegsberichter der rumänischen Armee. 
Folberth war Abteilungsleiter im „Forschungsinstitut der Deutschen Volksgruppe in Rumänien“ und Direktor des angeschlossenen Presseorgans „Deutsche Forschungen im Südosten“. 1944 tourte er mit dem Vortrag „Siebenbürgen im Ansturm Asiens“. 1944 wurde er in Caracal interniert. Nach der Flucht ließ er sich in Salzburg nieder.
Er ist der Vater von Otto Gert Folberth.

## Werk
Er ist bekannt als Kenner von Stephan Ludwig Roth.
- Stürmen und Stranden. Ein Stephan Ludwig Roth-Buch.
- Liebesbriefen Stephan Ludwig Roths. 1924.
- „Gesammelten Schriften und Briefe“ St. L. Roths
- Der Prozess Stephan Ludwig Roth. Ein Kapitel Nationalitätengeschichte Südosteuropas im 19. Jahrhundert. Böhlau, Graz/Köln 1959.

Daneben viele Beiträge zur Kultur Siebenbürgens, wie etwa:
- Gotik in Siebenbürgen. Der Meister des Mediascher Altars und seine Zeit. Schroll, Wien 1973, ISBN 3-7031-0358-2
- Das Stundenglas. Ein Roman, Roman über Vertreibung und Flucht der Siebenbürger Sachsen. Schiller Verlag, Bonn/Hermannstadt 2013, ISBN 3-944529-16-2